# Gesù Divino Maestro alla Pineta Sacchetti
Gesù Divino Maestro alla Pineta Sacchetti (lateinisch: Iesu Divini Magistri in regione vulgo Pineta Sacchetti) ist eine römische Titelkirche.

## Überblick
Die Pfarrgemeinde wurde am 2. März 1964 mit dem Dekret Percrescente de die durch Kardinalvikar Clemente Micara gegründet. Die Kirche wurde 1966/67 nach einem Entwurf der Architekten Carlo Bevilacqua gebaut und am 30. September 1967 durch Kardinal Luigi Traglia geweiht. Am 29. April 1969 folgte die Erhebung zur Titelkirche der römisch-katholischen Kirche durch Papst Paul VI. Namensgeber der Kirche war Paul VI. selbst, er wollte mit Gesù Divino Maestro alla Pineta Sacchetti (deutsch „Jesus der göttliche Meister im Pineta Sacchetti“) an die naheliegende Fakultät für Medizin der Katholischen Universität vom Heiligen Herzen erinnern.
Der Kirchenbau hat eine fast kreisförmige Grundrissstruktur und ist Teil eines Gebäudekomplexes mit sozialen Einrichtungen, Gemeindehaus und Sporteinrichtungen. Auffällig ist in der Kirche die mittig eingebrachte Lichtlaterne. Die Kirchenebene fällt zum Altarraum ab und steigt um drei Stufen zum halbkreisförmigen Presbyterium wieder an. Auf der Rückwand aus Marmor des zentral angeordneten Altarraums zeigt ein großes Mosaik drei Darstellungen mit Jesus als göttlicher Meister: Jesus im Kreis seiner Jünger, der gekreuzigte Jesus und der zwölfjährige Jesus im Dialog mit den Schriftgelehrten im Tempel. Hauptmaterialien im Innenraum sind Porphyr und im Altarraum ein weißer Marmor, die Gebäudehülle besteht aus Stahlbeton und Ziegel sowie Fenster mit Glasmalereien.
Die Kirche befindet sich an der Via Vittorio Montiglio im römischen Quartier Trionfale.

## Kardinalpriester
- John Joseph Wright (1969–1979)
- Thomas Stafford Williams (1983–2023)
- Roberto Repole (seit 2024)